# Ecshop
Ecshop（e-Commerce Shop）是一套自由开源的电子商务平台，基于PHP+MYSQL构建，是目前国内使用最多的电子商务平台之一（另两个是366ec和shopex）。